# Karula község
Karula község közigazgatási egység volt Észtországban, Valgamaa déli részén. A községet Rain Ruusa polgármester vezette. A község lakossága 2017. január elsején 951 fő volt, amely 230 km²-es területét tekintve 4,1 fő/km² népsűrűséget jelent. A 2017-es észtországi közigazgatási reform során beolvasztották Valga községbe.

## Közigazgatási beosztás

### Falvak
Karula község területéhez 14 falu tartozott: Kaagjärve, Karula, Kirbu, Koobassaare, Käärikmäe, Londi, Lusti, Lüllemäe, Pikkjärve, Pugritsa, Raavitsa, Rebasemõisa, Valtina, valamint Väheru.

## Fordítás
Ez a szócikk részben vagy egészben  a   Karula vald című észt Wikipédia-szócikk ezen változatának fordításán alapul.  Az eredeti cikk szerkesztőit annak laptörténete sorolja fel. Ez a jelzés csupán a megfogalmazás eredetét és a szerzői jogokat jelzi, nem szolgál a cikkben szereplő információk forrásmegjelöléseként.